# Chiesetta di Santa Maria delle Grazie
La chiesa di Santa Maria alle Grazie, o chiesa della Beata Maria Vergine delle Grazie, è una chiesa del XVIII secolo di Rovereto, in provincia di Trento. Si trova nei pressi della Stazione di Rovereto e vi si può accedere da una gradinata posta nel giardino di piazzale Orsi.

## Storia
La chiesetta di stile barocco fu progettata da Andrea Colombo nel 1727 e assieme alla dimora di Clementino Vannetti costituiva la villa di campagna della nobile famiglia roveretana nella quale il famoso letterato e accademico era solito tenere degli incontri culturali. La chiesetta si salvò miracolosamente dai bombardamenti della seconda guerra mondiale; non egual destino però ebbe la dimora della famiglia Vannetti, che venne totalmente distrutta.

## Descrizione
All'interno l'edificio presenta una cupola ottagonale e una cancellata in ferro battuto con una ricca ornamentazione floreale che separa il presbiterio dal resto della struttura.
Il piazzale con giardino è stato recentemente messo a nuovo per rendere giustizia alla stessa chiesa.